# Manakot
Manakot (nepalski: मानाकोट) – gaun wikas samiti w zachodniej części Nepalu w strefie Seti w dystrykcie Bajura. Według nepalskiego spisu powszechnego z 2011 roku liczył on 490 gospodarstw domowych i 2688 mieszkańców (1397 kobiet i 1291 mężczyzn).